# オレ通AtoZ
『オレ通AtoZ』（オレつうエーツーゼット）は、『週刊ヤングマガジン』1996年第12号から第24号まで連載された、恋緒みなと（現・こいおみなと）の漫画作品。単行本は全1巻。
1996年ごろのパソコンが一般的に普及し始めた世界を舞台として、パソコン通信に嵌っている少年の周りで起こる出来事を描いている。単行本巻末では、4ページに渡ってパソコン用語の解説が行われている。

## あらすじ
舞台は、1996年頃のパソコンが一般に普及しはじめた頃……。高校1年生の少年、ハンドルネーム「ヨッキ」こと吉川公康は、はじめて3カ月のパソコン通信に嵌っていた。公康は所有するMACでCGを描いてはアップし、たくさんのファンを獲得していた。
ある日、公康が高校のDTPルームに置いてあるパソコンを使ってCGを描いていると、3年生の先輩・常磐優子に声をかけられ、明日秋葉原に買い物に付き合うよう頼まれる。しかしその晩、ヨッキのファンの1人で美人女性と噂されるハンドルネーム「遊々」からも、明日会いたいという旨のメールが来ていた。
優子との秋葉原でのデートと、遊々との待ち合わせを両方こなそうとする公康だったが、遊々の正体はこれまで一緒にいた優子だった。これをきっかけに2人は一緒にいるようになり、優子のパソコンのセッティング、人気声優・新見由真との出会い、クラスメイトの愛田里穂や、パソコン通信上の「ふく助」との喧嘩……といった出来事を経て、2人はしだいに仲を深めていく。
そんな中、公康と優子は、チャット上で仲の良さそうなハンドルネーム「右脳警察」と「猫耳」の意見が食い違うのを見たことがキッカケとなり、公康と優子たちは意見の相違から喧嘩をしてしまう。その後、右脳警察と猫耳が結婚することとなり、公康と優子は彼らの披露宴オフ会に参加する。「パソコン通信で知り合い、結婚を決めた後に初めて直接会った」という2人を見つめる優子を見て、公康は優子を遊園地に誘い、優子はそれを了承する。

## 登場人物
吉川公康（よしかわ きみやす） / ヨッキ
高校一年生。パソコンはAppleのMAC。
常磐優子（ときわ ゆうこ） / 遊々（ゆうゆう）
高校三年生。公康の先輩。パソコンはNEC PC-9800シリーズ。
新見由真（にいみ ゆま）
17歳の人気声優。
彼女の字は、リアリティを出すためという理由で女性漫画家の猫島礼が書いている。
山本 / ファラオ
パソコン通信のやりすぎで、料金が支払えずに「みかか死」していた。
小林 / ぎょぴ小林
みたらしネットのシスオペ。
立花
物理の教師。遊々の「ネットおかま」疑惑をおこした。
愛田里穂
公康のクラスメイト。
ふく助
ひょうたん島BBSのユーザー。パソコン通信上で、ヨッキとトラブルになり、自宅に殴りつけに来る。

## 書誌情報
- 恋緒みなと 『オレ通AtoZ』 講談社〈ヤンマガKC〉、全1巻
  - 1996年8月6日発行（1996年8月3日発売[3]）、ISBN 4-06-336615-4